# Li Zhiyan
Li Zhiyan (李之彦,  Lǐ Zhīyàn, „fl. 1228–1268“) war ein chinesischer Literat der Zeit der Song-Dynastie.
Dem Autor verdankt die chinesische Literatur bewegende Zeilen über die Freundschaft aus den Abschnitten Freunde (pengyou 朋友) und Alte Bekannte (gujiu 故旧) in seinem Werk Donggu suojian (東谷所見 / 东谷所见).
Bereits Matteo Ricci kannte den Abschnitt über Freundschaft in seinem Jiaoyou lun 交友論 (Von den freundschaftlichen Beziehungen, Nanchang 1595).
Li Zhiyans Donggu suojian 东谷所见 wurde auch vom Hanyu da zidian (in der Ausgabe des Baichuan xuehai 百川学海) herangezogen.

## Werke
- Donggu suojian 东谷所见